# Пильгуйоки
Пильгуйоки (устар. Пильгу-йоки) — река в России, протекает в Мурманской области. Устье реки находится на 4,1 км по правому берегу озера Хаукилампи. Длина реки составляет 4,7 км, площадь водосборного бассейна 25,4 км².

## Данные водного реестра
По данным государственного водного реестра России относится к Баренцево-Беломорскому бассейновому округу, водохозяйственный участок реки — Печенга. Речной бассейн реки — бассейны рек Кольского полуострова, впадает в Баренцево море.
Код объекта в государственном водном реестре — 02010000212101000000428.